# Leodegar
Leodegar z Poitiers (latinsky Leodegarius, francouzsky Léger (615? Autun - 2. října 679 Somme) byl burgundský biskup z Autunu, protivník Ebroina, franského majordoma Neustrijského paláce a vůdce frakce burgundských šlechticů v boji o hegemonii nad slábnoucí dynastií Merovejců. Jeho násilná smrt z něho udělala mučedníka a svatého.
Jeho otcem byl Bodilon, vysoce postavený burgundský šlechtic a hrabě z Poitiers, matkou byla svatá Sigrada z Alsaska, která se později stala jeptiškou v klášteře Sainte-Marie v Soissons. Jeho bratrem byl svatý Warinus.

## Životopis
Dětství prožil v Paříži na dvoře franského krále Chlothara II. Vzdělání získal nejprve v palácové škole, později odešel studovat ke svému strýci biskupovi Desideriovi, do katedrální školy v Poitiers. Když mu bylo dvacet roků, strýc ho jmenoval arciděkanem. Krátce nato se stal knězem a v roce 650 se s biskupovým svolením stal mnichem v klášteře sv. Maxentia v Poitou. Brzy byl zvolen opatem a zahájil reformy, včetně zavedení řehole svatého Benedikta.
Kolem roku 656, přibližně v době Grimaldovy uzurpace královského trůnu v Austrasii a vyhnáním Dagoberta II., byl ovdovělou královnou Bathildou povolán, aby ji pomohl ve vládě spojených království (Neustrie a Burgundska) a také při výchově jejích děti. V roce 659 byl jmenován biskupem v Autunu, znovu se pustil do práce na reformách a v roce 661 uspořádal v Autunu koncil. Koncil odsoudil manicheismus a jako první přijal trinitářské Atanášovo vyznání víry. Udělal reformy mezi sekulárním duchovenstvím a v náboženských komunitách, nechal ve městě postavit tři křtitelnice. Kostel Saint-Nazaire byl rozšířen a zkrášlen, kromě toho bylo vytvořeno útočiště pro chudé. Leodegar také zprostředkoval opravu veřejných budov a obnovení starých římských zdí v Autunu. Jeho autorita v Autunu z něho udělala vůdce mezi fransko-burgundskými šlechtici.
Mezitím v roce 660 požadovali austrasianští šlechtici nezávislost a vlastního krále na místo Chlothara III. Do Austrasie byl vyslán mladý princ Childerich II., který byl pod vlivem Ebroina, majordoma královského paláce v Neustrii. Když Childerich dospěl královna Balthilda se stáhla do kláštera v Chelles poblíž Paříže, který založila. Po smrti krále Chlothara III. v roce 673 následoval dynastický boj o trůn, kdy soupeřící králové byli pouhými merovejskými loutkami majordoma Ebroina a biskupa Leodegara. Ebroin na trůn jmenoval Theudericha III., ale Leodegar a ostatní biskupové podpořili Childericha II., který byl nakonec pomocí austrasiánské a burgundské šlechty ustanoven králem. Ebroin byl zadržen, tonzurován a internován v klášteře Luxeuil. Theuderich byl poslán do Saint-Denis a Leodegar na královském dvoře vedl mladého krále Childericha. Jako vůdce austrasianských a burgundských šlechticů byl mocný a svými nepřáteli vnímán jako nebezpečí, proto v roce 673 nebo 675 byl z královského dvora odstraněn a Wulfoaldem, majordomem Austrasie také internován do kláštera Luxeuil. Jako příčina internace byl uveden sňatek Childericha a jeho sestřenice Bilichildy, který byl považován za hagiografickou konvenci. Když byl v roce 675 Childerich II. zavražděn neloajálním Bodilem, na královský trůn v Neustrii se vrátil Theuderich III. a jeho majordomem byl jmenován Leudesius. V té době využili internovaní Ebroin i Leodegar obecné anarchie v království, k útěku z kláštera Luxeuil. Ebroin spěchal na královský dvůr, kde v krátké době nechal zavraždit Leudesia a znovu se ujal úřadu majordoma, přitom se znovu stal Leodegarovým nepřítelem.
Patrně v roce 675 vévoda ze Champagne, biskup z Châlons-sur-Marne a biskup z Valence, poštváni Ebroinem, zaútočili na Autun a Leodegara zajali. Na Ebroinův popud byl Leodegar oslepen a jeho jazyk byl vyříznut. O několik let později Ebroin přesvědčil krále o tom, že Childerich byl zavražděn na popud Leodegara. Biskup byl znovu zadržen a po zinscenovaném soudním procesu byl zbaven funkce biskupa a odsouzen k exilu ve Fécampu v Normandii. Později byl poblíž Sarcingu na Ebroinův rozkaz vyveden z lesa a popraven.
Zachoval se zákon vypracovaný v době konání rady v Autunu, stejně jako zákony rady. Rovněž se dochoval dopis, který nechal zaslat své matce po svém zmrzačení. V roce 782 byly jeho relikvie přeloženy z místa jeho smrti v hrabství Artois do místa jeho nejranější hagiografie kláštera v Saint-Maixent poblíž Poitiers. Později byly přemístěny do Rennes a odtud do Ebreuilu, který na jeho počest převzal jméno Sus-Saint-Léger. Některé jeho ostatky jsou stále uloženy v katedrále v Autun a kněžském semináři v Soissons.